# Wan Erywań
Wan Erywań (orm. „Վան“ Ֆուտբոլային Ակումբ Երևան, "Wan" Futbolajin Akumby Jerewan) – ormiański klub piłkarski z siedzibą w stolicy kraju Erywań.

## Historia
Klub Piłkarski Wan Erywań został założony w 1990 roku. W latach 1990–1991 występował w rozgrywkach amatorskich.
Po uzyskaniu przez Armenię niepodległości w 1992 debiutował w najwyższej lidze Armenii, w której zajął 5. miejsce. W kolejnych sezonach również zajmował miejsca w środku tabeli. Jednak po zakończeniu sezonu 1996/97, w którym zajął 6. miejsce, nie przystąpił do kolejnych rozgrywek i został rozwiązany.

## Sukcesy
- Mistrzostwo Armenii: 5. miejsce (1992, 1993)
- Puchar Armenii: półfinalista (1992)